# District de Bac Tu Liem
Le district de Bac Tu Liem (vietnamien : Bắc Từ Liêm) est un district urbain (Quận) de la ville de Hanoï dans la région du delta du Fleuve Rouge au Viêt Nam.
Bắc Từ Liêm faisait partie de la province de Hà Tây jusqu'à ce que celle-ci soit absorbée à Hanoi en 2008.